# Lauren Tom
Lauren Tom, född 4 augusti 1961 i Chicago, Illinois, är en amerikansk skådespelerska och röstskådespelerska.
Hon har bland annat medverkat i Vänner och gjort röster i de animerade TV-serierna Futurama och King of the Hill. Lauren Tom har också haft roller i långfilmer som The Joy Luck Club, When a Man Loves a Woman, Bad Santa och In Good Company.